# 洛容县
洛容县，古县名。唐朝永徽中置，一作贞观中置，治所在今广西壮族自治区柳州市鱼峰区雒容镇西北白岸，属柳州。南宋时移治今鹿寨县西北中渡附近。元朝属柳州路。明朝属柳州府，又迁至今鹿寨县西北中渡，万历三年（1575年）始移治今鱼峰区东雒容镇。清朝改名雒容县，1951年并入鹿寨县。 